# فرانك فورد
فرانك فورد (بالإنجليزية: Frank Ford)‏ هو سياسي أسترالي، ولد في 10 أغسطس 1936 في أديلايد في أستراليا. حزبياً، نشط في الحزب الليبرالي الأسترالي. وقد انتخب عضو مجلس النواب الأسترالي عن دائرة Division of Dunkley ‏ (24 مارس 1990 – 13 مارس 1993).